# تیانا هاوکینز
تیانا هاوکینز (انگلیسی: Tianna Hawkins؛ زادهٔ ۲ مارس ۱۹۹۱) بازیکن بسکتبال اهل ایالات متحده آمریکا است.